# Juan Luis Cano
Juan Luis Cano (Madrid, 6 de maig de 1960) és un periodista, escriptor i humorista espanyol, especialment conegut per haver estat part del duo Gomaespuma.

## Biografia
Va néixer en el barri madrileny de Carabanchel, on la seva família va tenir una funerària (d'aquí el títol d'una de les seves novel·les).
Va estudiar periodisme i va treballar en publicacions com ABC, Interviú (ell mateix ha desmentit, en un programa de ràdio emès al juny de 2015, que hagi treballat per al Diari As), a més de Madrid FM i Antena 3 Radio. És conegut per haver-hi copresentat al costat de Guillermo Fesser el programa humorístic de ràdio Gomaespuma, que Onda Cero va deixar d'emetre el 27 de juliol de 2007.
La seva empresa Gomaespuma porta al voltant de 18 anys publicant llibres, còmics i discos, a més d'alguns programes de ràdio i televisió. Ha participat com a actor secundari en el curt El secdleto de la tlompeta, dirigit per Javier Fesser.
La seva passió pels toros li porta a escriure la seva primera novel·la sobre un nen que somia amb ser torero i, després, una biografia novel·lada del matador Curro Vázquez.
Resident a Torrelodones (Madrid), es va presentar com a candidat en les eleccions municipals de 2007, en un partit format per ciutadans (Vecinos por Torrelodones) com a resposta a suposats escàndols urbanístics.
El 2015 va presentar el programa Ya veremos, a M80 Radio, la mateixa emissora en la qual va conduir des de setembre de 2016 fins a juliol de 2017 el programa matinal Arriba España.

## Obres
- Hincaito. La historia de un chico que lidiaba sueños, 2000
- Las piernas no son del cuerpo, humor, 2003
- Pasa un torero, 2005, biografia novel·lada del matador Curro Vázquez
- Gomaespuma 20 años, 2005
- Conchi, el niño se ha hecho bueno, 2007
- La funeraria, novel·la, 2009
- La noche del aguacero, novel·la, 2011 Cartes de tornada, 2013